# گمینا اویسووه
گمینا اویسووه (به لهستانی:  Gmina Ujsoły) یک گمینا در لهستان است که در شهرستان ژویتس واقع شده‌است. گمینا اویسووه ۱۰۹٫۹۵ کیلومتر مربع مساحت و ۴٬۶۴۹ نفر جمعیت دارد.